# 홍대선
홍대선(洪大善, 1929년 1월 14일 ~ 1952년 1월 4일)은 한국의 군인이다. 본관은 남양 (토홍)이며, 경기도 수원시에서 태어났다.
1951년 1월 4일 엘에스티(LST)-801(천안)함 단정 정장으로 서해경비작전에 참가하게 된 홍대선 삼등병조는 피난길을 잃고 순위도(巡威島)에 모여든 민간인 840명을 안전하게 피난시키기 위해 적의 전마선 3척을 난파시키고 스스로를 인민군의 표적으로 만들다 흉부와 복부에 관통상을 입고 전사하였다.

## 수훈
- 1952년 11월 10일 을지무공훈장